# Eppishausen

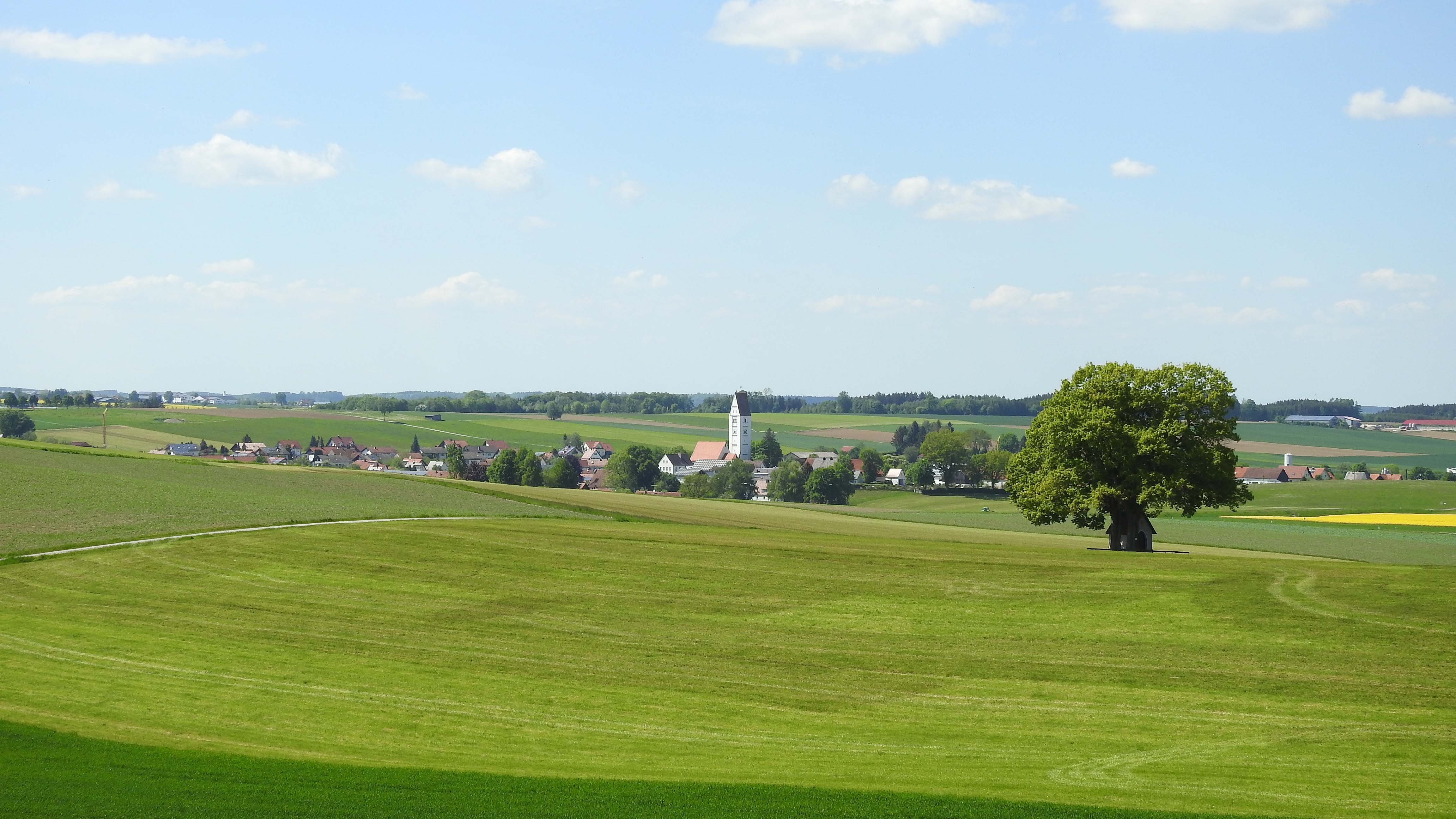
Eppishausen von Südosten

Eppishausen ist eine Gemeinde im schwäbischen Landkreis Unterallgäu. Die Gemeinde ist Mitglied der Verwaltungsgemeinschaft Kirchheim in Schwaben. Der Ort bildet den genauen geographischen Mittelpunkt vom Regierungsbezirk Schwaben.

## Geografie
Der Hauptort liegt in der Region Donau-Iller, etwa 40 Kilometer östlich von Memmingen. An die besondere Lage in der genauen geographischen Mitte von Schwaben erinnert seit 2014 ein Gedenkstein.

### Gemeindegliederung
Das Gemeindegebiet besteht aus den Gemarkungen Eppishausen, Haselbach, Könghausen und Mörgen.
Die Gemeinde hat 11 Gemeindeteile (in Klammern ist der Siedlungstyp angegeben):
- Aspach (Weiler)
- Aufhof (Einöde)
- Ellenried (Weiler)
- Eppishausen (Pfarrdorf)
- Haselbach (Pfarrdorf)
- Klenkerhof (Einöde)
- Könghausen (Pfarrdorf)
- Lutzenberg (Weiler)
- Mörgen (Pfarrdorf)
- Weiler (Dorf)
- Weißenhof (Einöde)

Daneben gehören zur Gemeinde folgende nicht amtlich benannten Gemeindeteile:
- Berghof
- Harthof
- Tanzbühl

## Geschichte

### Bis zur Gemeindegründung
Der urkundlich erstmals im 12. Jahrhundert erwähnte Ort befand sich nach vorausgegangenem häufigen Besitzwechsel von 1470 bis 1540 im Besitz der Herren von Tanneck. Eppishausen erfuhr in dieser Zeit seine erste Förderung, sodass sich die Gemeinde zur Übernahme des Familienwappens der ehemaligen Grundherren von Tanneck entschloss. Eppishausen gehörte den Grafen Fugger-Kirchheim. Mit der Rheinbundakte 1806 kam der Ort zu Bayern. Diese Linie der Fugger unterstellte sich 1806 freiwillig dem Königreich Bayern. Im Zuge der Verwaltungsreformen in Bayern entstand mit dem Gemeindeedikt von 1818 die heutige Gemeinde.

### Eingemeindungen
Im Zuge der Gebietsreform in Bayern wurde am 1. April 1972 wurde die Gemeinde Könghausen eingegliedert. Am 1. Mai 1978 kamen Haselbach und Mörgen hinzu.

### Einwohnerentwicklung
| Jahr      | 1961 | 1970 | 1987 | 1991 | 1995 | 2000 | 2005 | 2010 | 2015 | 2020 |
| Einwohner | 1829 | 1806 | 1816 | 1898 | 1902 | 1880 | 1858 | 1759 | 1838 | 1883 |

Zwischen 1988 und 2018 wuchs die Gemeinde von 1819 auf 1850 um 31 Einwohner bzw. um 1,7 %.

## Politik

### Bürgermeisterin
Erste Bürgermeisterin ist seit 1. Mai 2020 Susanne Nieberle (Bürgerschaft Mörgen/Gemeinschaft Eppishausen); sie wurde am 15. März 2020 mit 88,28 % der Stimmen gewählt.
Ihr Vorgänger war von Mai 2008 bis April 2020 Josef Kerler (* 1950) (Gemeinschaftsbewerber der vier Wählergruppen).

### Gemeinderat
Bei der Kommunalwahl am 15. März 2020 ergab sich folgende Zusammensetzung des Gemeinderates:
| Partei/Liste             | 2020 | 2020  |       | 2014 |
| Partei/Liste             | %    | Sitze | Sitze |      |
| FWG Haselbach            | 39,7 | 5     | 4     |      |
| Gemeinschaft Eppishausen | 30,3 | 4     | 4     |      |
| Bürgerschaft Mörgen      | 17,1 | 2     | 2     |      |
| FWG Könghausen           | 12,9 | 1     | 2     |      |
| Gesamt                   | 100  | 12    | 12    |      |

### Wappen
| | Blasonierung: „In Schwarz, drei (2:1) gestellte silberne Kübel mit goldenen Reifen.“ |
| Wappenbegründung: Die Gemeinde übernahm das Wappen der Familie Tanneck (Thanneck), das auf vielen Siegeln und Epitaphien überliefert ist. Der Ort kam 1458 durch die Eheschließung von Anna von Hürnheim und Ulrich Ruck von Tanneck an dieses Adelsgeschlecht. Zwischen 1475 und 1479 errichtete Ulrich Ruck von Tanneck ein Schloss in Eppishausen, über dem er die Pfarrkirche St. Michael erbauen ließ; in ihr sind Epitaphien dieser Adelsfamilie erhalten. Der Enkel verkaufte den Ort 1540 an Hans Walther von Hürnheim. Der Entwurf und die Gestaltung des Wappens realisierte der aus München-Solln stammende Herbert Weichenhan. Dieses Wappen wird seit 1951 geführt. |                                                                                      |

## Wirtschaft und Infrastruktur

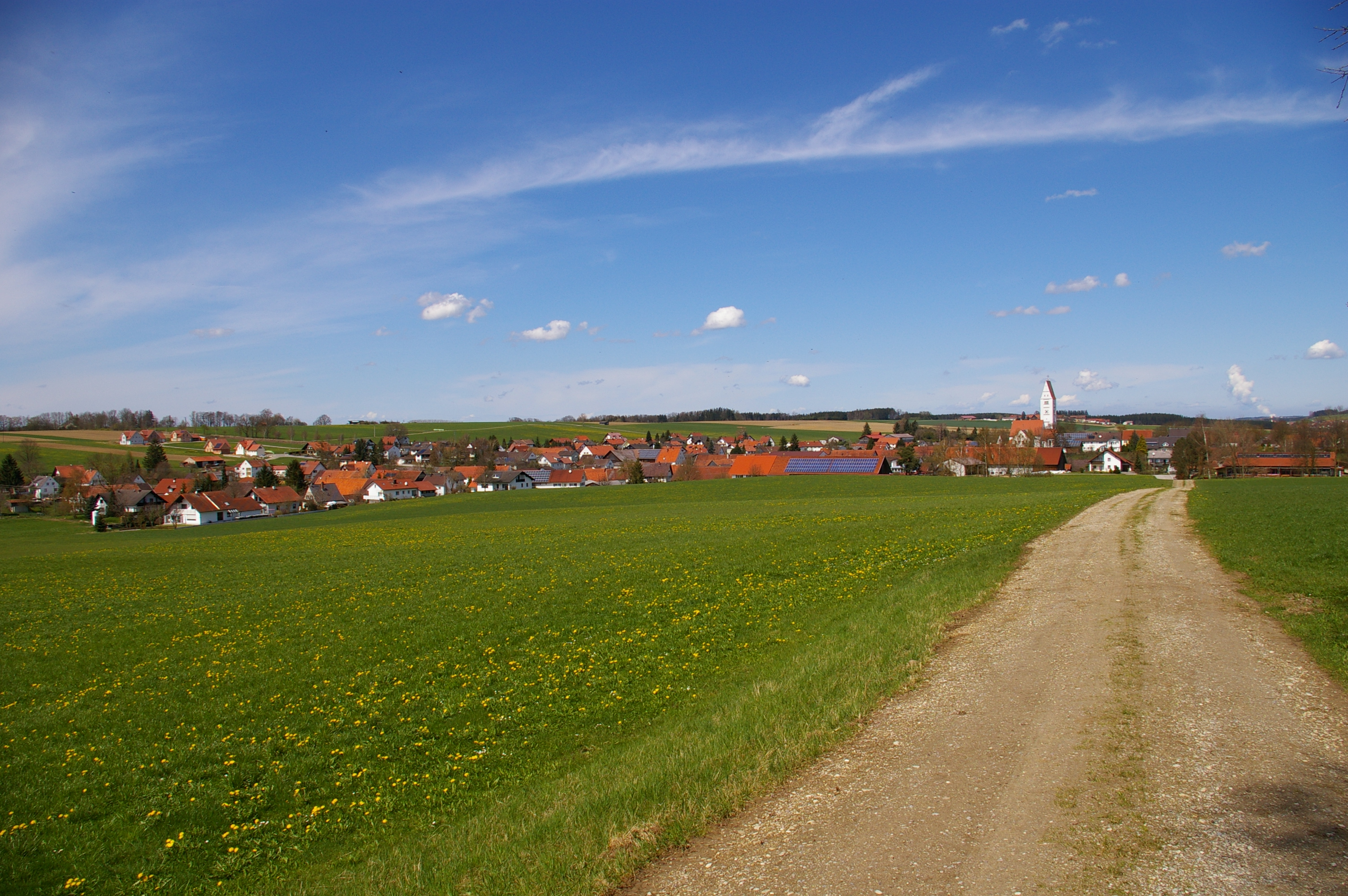
Eppishausen

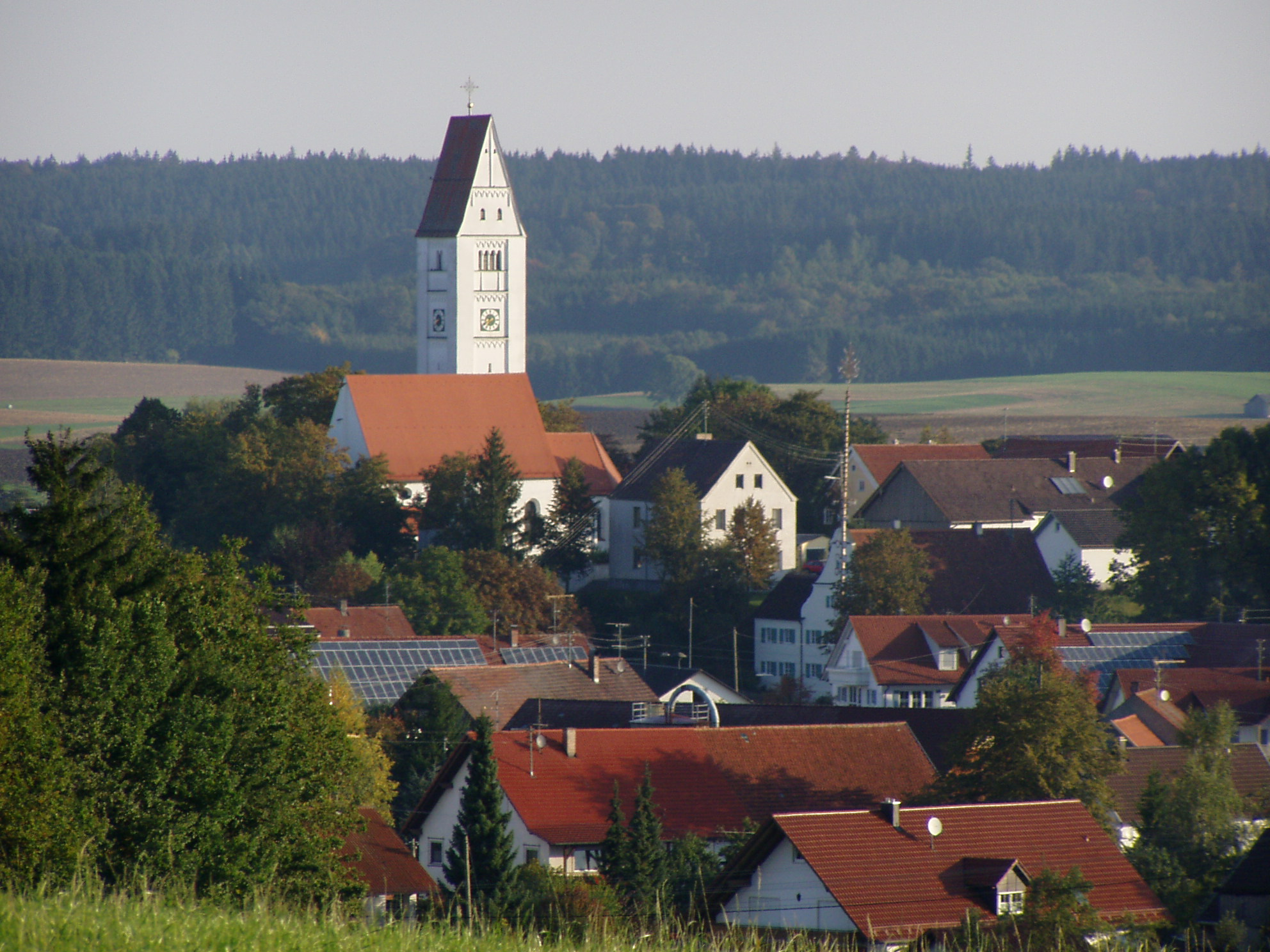
Dorfmitte

### Wirtschaft einschließlich Land- und Forstwirtschaft
Es gab im Jahr 2020 im Bereich der Land- und Forstwirtschaft 12 und im produzierenden Gewerbe 303. In sonstigen Wirtschaftsbereichen waren am Arbeitsort 72 Personen sozialversicherungspflichtig beschäftigt. Sozialversicherungspflichtig Beschäftigte am Wohnort gab es insgesamt 892. Im verarbeitenden Gewerbe gab es zwei Betriebe, im Bauhauptgewerbe sieben Betriebe. Zudem bestanden im Jahr 2016 56 landwirtschaftliche Betriebe mit einer landwirtschaftlich genutzten Fläche von 1787 ha, davon waren 996 ha Ackerfläche und 791 ha Dauergrünfläche.

### Bildung
Im Jahr 2021 gab es folgende Einrichtung:
- eine Kindertageseinrichtung: 78 genehmigte Betreuungsplätze mit 71 betreuten Kindern

## Persönlichkeiten
- Vinzenz Hamp (1907–1991), Bibelwissenschaftler, ist in Eppishausen geboren